# Batracomorphus coeus
Batracomorphus coeus är en insektsart som beskrevs av Knight 1983. Batracomorphus coeus ingår i släktet Batracomorphus och familjen dvärgstritar. Inga underarter finns listade i Catalogue of Life.